# Emoia rennellensis
Emoia rennellensis — вид сцинкоподібних ящірок родини сцинкових (Scincidae). Ендемік Соломонових Островів.

## Поширення і екологія
Emoia rennellensis є ендеміками острова Реннелл в архіпелазі Соломонових островах. Вони живуть у вологих тропічних лісах та серед вапнякових прибережних скель, порослих ліанами.